# 리문국
리문국(생년 미상 ~ )은 조선민주주의인민공화국의 군인이다. 조선인민군 소장이다.

## 경력
2005년 4월 조선 인민군 대좌에서 소장으로 승진했다. 2014년 7월 전병호 사망과 2015년 11월 리을설 사망, 2018년 8월 김영춘 사망 당시에 국가장의위원회 위원을 맡았다.